# Docks Café
Les Docks Café sont un bâtiment du Havre qui servent de cadre à des salons, des foires, des brocantes, des expositions, des soirées dansantes et des événementiels d'entreprises. Ils se situent dans le quartier de l'Eure au sud du centre-ville du Havre, au sud du bassin Paul -Vatine et à l'est du bassin de l'Eure. Autrefois entrepôts pour les marchandises venues d'outre-mer, ils ont été réhabilités et transformés à la fin du XXe siècle.
Les Docks Café peuvent accueillir jusqu'à 8 000 personnes sur ses 15 600 m2 de surface. Ils sont également dotés de cinq espaces de réception, trois salles de réunion, une salle de conférence de 383 sièges et d'un restaurant panoramique de 270 places.

## Histoire
C'est au milieu du XIXe siècle que le bassin Vauban et le bassin de l'Eure ont été creusés pour faire face à l'augmentation de l'activité portuaire du Havre. Les premiers docks furent aménagés en 1846 : des entrepôts en briques ouverts sur les quais sur le modèle anglais. Ils ont abrité pendant des générations les marchandises arrivant d'outre-mer (coton, café, fruits …). Dans la deuxième moitié du XXe siècle, avec le déplacement des activités économiques vers le sud du port, les bassins et les docks furent peu à peu abandonnés.
La réhabilitation des Docks Café a nécessité onze mois de chantier ; ils ont été finalement inaugurés en 1998. Ils remplacent l'ancien palais des expositions qui avait été construit en 1931 sur le cours de la République. Entre 2003 et 2006, les bâtiments ont accueilli provisoirement le casino du Havre.

## Informations pratiques
Les Docks Café ne sont ouverts au public que pour certains événements. Ils sont desservis par deux lignes de bus (4 et 6).  L'entrée se fait par le rue Marceau à l'est (accès au parking) ou par le quai de la Réunion au nord.

## liens externes
- Site officiel des Docks